# Исмаилов, Рашид-бек Асад-бек оглы
Рашид-бек Асад-бек оглы Исмаилов (вариация фамилии Исмайлов или Измайлов; азерб. Rəşid bəy İsmayılov; 1877, Эривань, Эриванский уезд, Эриванская губерния, Российская империя — 1942, Соловецкий лагерь особого назначения, Архангельская область, РСФСР, СССР) — азербайджанский историк, публицист и педагог.

## Биография
Рашид-бек Асад-бек оглы Исмаилов родился в 1877 году в городе Эривани. Окончил Эриванскую учительскую семинарию. 
Свою деятельность начал в 1903 году в газете «Шарги-Рус» («Русский Восток»). Наряду с этим, он также публиковал свои статьи в русскоязычной прессе, издававшейся на Кавказе и Центральной России («Кавказ», «Тифлисский листок», «Новое обозрение», «Санкт-Петербургские ведомости» и т. д.). Рашид-бек Исмаилов год проработал в газете «Тифлисский листок». Поддерживал тесные отношения и сотрудничал с видными личностями своего времени Мухаммед-ага Шахтахтинским, Джалилом Мамедкулизаде, Омар Фаик Неманзаде, Ахмед-беком Агаевым, Алимардан-беком Топчибашевым и другими. 
После того, как издание газеты «Шарги-Рус» было остановлено, Р. Исмаилов руководил отделами «Мусульманская жизнь» и «Ближний Восток» газеты «Новое обозрение». Подавал прошение Кавказскому наместнику с просьбой дать разрешение на издание газеты «Таза заман» («Новое время»), но под предлогом того, что он является панисламистом, ему было отказано.
Его книга на азербайджанском языке «Краткая история Кавказа и краткие биографии тюркских писателей и поэтов  в Закавказье» была напечатана в 1904 году в «Элетропечатного Грузинского Издательского Товарищества». В этой книге нашли свое отражение некоторые вопросы истории Кавказа, в том числе истории и литературы Азербайджана XIX века. 
Рашид-бек Исмаилов перевел пьесу Зураба Антонова «Кёроглу» с грузинского на азербайджанский язык. Пьеса была поставлена в банкском театре в Тифлисе.
В период Азербайджанской Демократической Республики Рашид-бек Исмаилов занимал ответственный пост в Совете Министров. 15 января 1919 года в Баку было проведено чрезвычайное заседание азербайджанцев Эриванской губернии, на котором было учреждено землячество мусульман Эриванской губернии. Рашид-бек Исмаилов, как ответственный секретарь этого общества, проделал большую плодотворную работу.
После падения Азербайджанской Демократической Республики работал учителем истории в бакинской школе № 18.
Рашид-бек Исмаилов стал вторым после Аббаскули-аги Бакиханова инициатором исследований истории Азербайджана на основе научных источников. В 1923 году в Баку была издана его книга «История Азербайджана», которая освещала историю Азербайджана начиная с древних времен до установления советской власти в апреле 1920 года. Раздел книги под названием «Маварайи-Гавгазын элани-истиглалы» посвящен положению, сложившемуся накануне создания Азербайджанской Демократической Республики, а раздел «Азербайджан Джумхуриййаты» — непосредственно созданию и деятельности республики. В этой книге нашли свое отражение некоторые вопросы истории Кавказа, в том числе истории Азербайджана XX века.
В 1934 году был арестован ГПУ Азербайджанской ССР по подозрению в шпионаже и вредительстве. Через 6 месяцев был освобожден за недоказанностью. В 1935—1937 годах работал в управлении Каспийского параходства на различных должностях. С 1937 года работал преподавателем русского языка школы № 1 Ворошиловского района города Баку, а также партийных курсов ЦК КП Азербайджана.
Рашид-бек Исмаилов был арестован 13 сентября 1938 года по обвинению в участии «контрреволюционной националистической организации» и как «агент иностранной разведки». Он был этапирован в Москву где содержался в Бутырской тюрьме. Р. Исмаилов был лишен свободы сроком на 15 лет и сослан в ИТЛ — в Соловецкие лагеря в числе тысячи мусаватистов, где при неизвестных обстоятельствах в 1942 году умер. В 1962 году был  реабилитирован (посмертно).

## Исторический труд
Книга Рашид-бека Исмаилова «История Азербайджана» (азерб. Azərbaycan tarixi) была вновь издана кириллицей в 1993 году издательством «Азернешр».